# Gone Too Soon
"Gone Too Soon" је песма америчког извођача Мајкла Џексона. Девети је сингл са албума Dangerous. У децембру 1993. је заузео 33. место у Великој Британији.
Песма је посвећена Рајану Вајту, младој жртви сиде којег је Мајкл познавао до његове смрти. 

## Листа песама на синглу
1. – 3:21
2. – 4:05
3. – 3:38
4. – 5:57